# Karlas kabale (film)
|  | Denne artikel handler om filmen. For artiklen om bogen, se Karlas Kabale |
Karlas kabale er en dansk børnefilm fra 2007 baseret på bogen af samme navn skrevet af Renée Toft Simonsen. Filmen er instrueret af Charlotte Sachs Bostrup og har manuskript af Ina Bruhn.

## Medvirkende
- Elena Arndt-Jensen som Karla
- Paw Henriksen som Ejnar
- Nicolaj Kopernikus som Leif
- Ellen Hillingsø som Rikke/Mor
- Allan Olsen som Allan/Far
- Ulla Henningsen som Gudrun
- Jonathan Werner Juel som Lillebror
- Kristian Halken som Buster
- David Petersen som Politibetjent
- Søren Malling som Børnelokker